# Edmund Steiner (Künstler)
Edmund Ulrich Steiner, kurz auch Edmund Steiner (* 1858 in Sonneberg; † nach 1905), war ein deutscher Puppen-Entwerfer, der eng mit der deutschen und US-amerikanischen Puppenindustrie verbunden war, insbesondere in New York City. Als Künstler war er für zahlreiche Puppenunternehmen tätig und zählt zu den wenigen mit Vor- und Zunamen identifizierten Schöpfern von Puppen des 19. und der ersten Jahrzehnte des 20. Jahrhunderts.

## Leben
Edmund Ulrich Steiner entwarf ab etwa 1875 bis 1920 Puppen für Firmen wie beispielsweise Louis Wolf & Co., Samstag & Hilder Brothers sowie Strobel & Wilken Co.
Zu den von Steiner veranlassten Gebrauchsmustern für Puppen zählte etwa die um 1894 eingeführte Liliput, deren Schutzmarke er jedoch erst 1902 eintragen ließ.
Die Initialen von Edmund Ulrich Steiner als E. U. St. in einer Raute konnten an einer Puppe aus der Zeit um 1900 nachgewiesen werden.
Eine Laufpuppe ließ er durch die Marke Majestic schützen. Diesen Entwurf führte zum Beispiel der Puppenhersteller Armand Marseille aus, wie die Marke Majestic A 8/0 M Made in Germany bewies.
1903 ließ Steiner die Marke Daisy zunächst im Deutschen Kaiserreich, zwei Jahre später dann durch Samstag & Hilder Co. in den USA eintragen.